# Tectitethya crypta
Tectitethya crypta är en svampdjursart som först beskrevs av de Laubenfels 1949.  Tectitethya crypta ingår i släktet Tectitethya och familjen Tethyidae.
Artens utbredningsområde är Bahamas. Inga underarter finns listade i Catalogue of Life.